# Mathilde Vaerting
Mathilde Vaerting (ur. 10 stycznia 1884 w Messingen, zm. 6 maja 1977 w Schönau im Schwarzwald) – niemiecka socjolożka, pierwsza kobieta–profesor pedagogiki w Niemczech, działaczka feministyczna.  

## Życiorys
Uzyskała doktorat z filozofii w Bonn w 1911 roku. Uczyła matematyki w liceum od 1912 roku. Rozprawa habilitacyjna, którą przedstawiła Uniwersytetowi w Berlinie w 1919 roku, została odrzucona; jednak minister Max Greil nadał jej tytuł profesora pedagogiki Uniwersytetu w Jenie w 1923 roku jako pierwszej w Niemczech (była także drugą Niemką z tytułem profesora, po Margarete von Wrangell, która zdobyła tytuł profesora nauk rolniczych w tym samym roku). Po dojściu nazistów do władzy w 1933 roku profesura została jej odebrana oraz wydalono ją z uniwersytetu. 

## Dorobek naukowy

Strona tytułowa Wahrheit und Irrtum in der Geschlechterpsychologie (1923)

Zajmowała się m.in. socjologią i psychologią płci (zob. gender studies). Traktuje się ją jako pionierkę pedagogiki opartej na analizie społecznych relacji. Działała na rzecz krzewienia feminizmu.